# L'Institutrice (film, 1945)
Pour les articles homonymes, voir L'Institutrice.
Pour plus de détails, voir Fiche technique et Distribution.
L'Institutrice (A tanítónö) est un film hongrois réalisé par Márton Keleti, sorti en 1945. 
Il est tiré d'une pièce de Sándor Bródy.

## Synopsis
La protagoniste de l'histoire est Flóra, une enseignante de la capitale, qui souhaite enseigner dans un village par engagement.  L'élite locale qui joue toujours aux cartes, des hommes obscurantistes plein de préjugés, n'attendent pas grand chose de la nouvelle venue. Lors de son arrivée, ils commencent néanmoins à lui faire la cour, essayant de l'impressionner en initiant des conversations savantes. En raison de sa beauté et de sa pureté, elle entre en conflit avec les pouvoirs locaux et la famille propriétaire terrienne de la région.
Les notables du village, qui se considèrent avec arrogance supérieurs à leurs pairs, tant hongrois que issus des minorités, principalement serbes et juifs, le juge serf, l'aumônier, le médecin de district, le pharmacien et le juge de justice, font des propositions répétées à la jeune femme, mais elles sont refusées. Dès lors, ils lui reprocheront un style de vie immoral.  Consciente de sa situation, elle les affronte, mais elle ne peut compter que sur la sympathie du vieux curé.  
István Nagy, fils d'un propriétaire terrien menant une vie lubrique et débauchée, est tombé amoureux de Flóra, et cet amour le change : il se tient à ses côtés, dénonce les hypocrites lubriques.  Finalement, son père demande la main de Flóra en mariage pour son fils.

## Fiche technique
- Titre : L'Institutrice
- Titre original : A tanítónö
- Réalisation : Márton Keleti
- Scénario : István Békeffy, Gyula Háy et Andor Zsoldos d'après le roman de Sándor Bródy
- Musique : Tibor Polgár
- Photographie : István Eiben
- Montage : Sándor Zákonyi
- Production : Andor Zsoldos
- Société de production : Hunnia Filmstúdió
- Pays de production:  Hongrie
- Genre : Drame
- Durée : 70 minutes
- Dates de sortie : 
  - Hongrie : 22 septembre 1945
  - France : 1947 (Festival de Cannes), 4 novembre 1949

## Distribution
- Éva Szörényi : Tóth Flóra, l'institutrice
- Pál Jávor : ifj.Nagy István
- Kálmán Rózsahegyi : Fõúr
- Zoltán Várkonyi : Tuza Zsolt
- Lili Berky : id.Nagy Istvánné
- Gyula Gózon : Kántor
- Jenö Bodnár : id.Nagy István
- György Dénes : Fõszolgabíró
- Lajos Rajczy : Káplán
- Zsuzsa Bánki : Katica
- Manyi Kiss : Táncosnõ

## Distinctions
Le film a été présenté en sélection officielle en compétition au Festival de Cannes 1947.